# 크리스 보시
크리스토퍼 위슨 "크리스" 보시(영어: Christopher Wesson "Chris" Bosh, 1984년 3월 24일 ~ )는 미국의 은퇴한 농구 선수로 포지션은 포워드 센터이다. 전미 농구 협회(NBA)의 토론토 랩터스와 마이애미 히트에서 활약했다.

## 생애
미국 텍사스주 댈러스에서 노엘 보시와 프리다 보시 부부 사이에서 태어났다. 텍사스주의 허친스에서 자랐는데, 동생 조엘과 함께 집에서 자주 농구를 하면서 놀았다. 고등학교 때까지 야구도 했는데, 포지션은 주로 1루수였다.

## NBA 선수 시절
미래의 올스타 선수들인 르브론 제임스, 카멜로 앤서니, 드웨인 웨이드 등이 포함된 2003년 NBA 드래프트에서 보시는 토론토 랩터스의 1라운드 4순위 지명을 받았고, 2003년 7월 8일 입단 계약을 체결한다.